# Начикинская (гора)
Начи́кинская — гора, щитовидный вулкан, известный как Начи́кинский вулка́н, на севере Камчатки. Расположен на южном берегу Карагинского залива, на полуострове Озерном, в северной его части — Начикинском полуострове.
Вулкан расположен на берегу Карагинского залива в Укинской губе, его вулканическая постройка образует полуостров диаметром около 25 километров. Полуостров, так же как и вулкан, имеет название Начикинский и составляет северную часть Озерного полуострова. Мыс Начикинский, расположенный на берегу вулкана, является самой северной точкой Озерного полуострова. Вулкан сложен базальтами раннего плейстоцена. Является потухшим.
Последним извержением вулкана считается извержение из Начикинского маара (озеро Прибрежное), произошедшее на границе Плейстоцен — Голоцен.

## Галерея

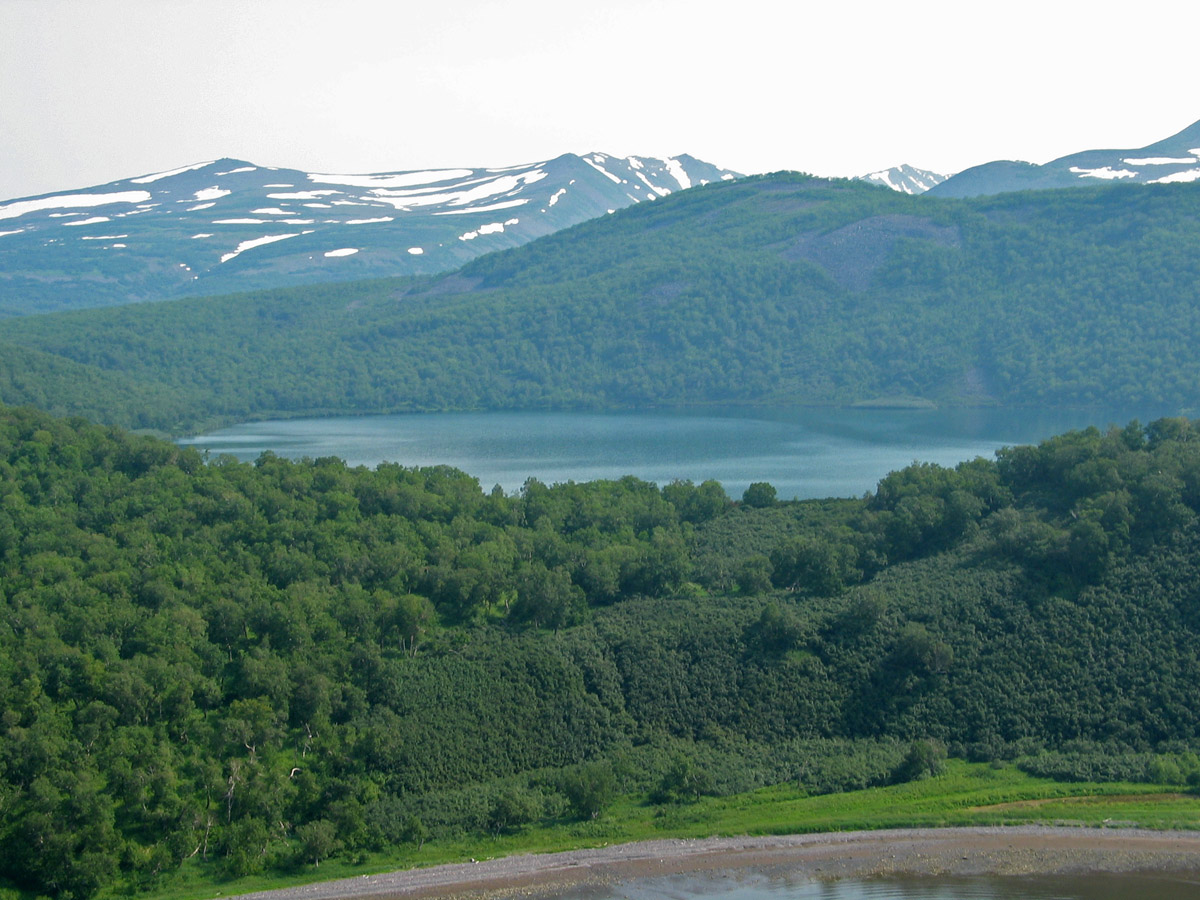
Маар на Ничикинском вулкане.
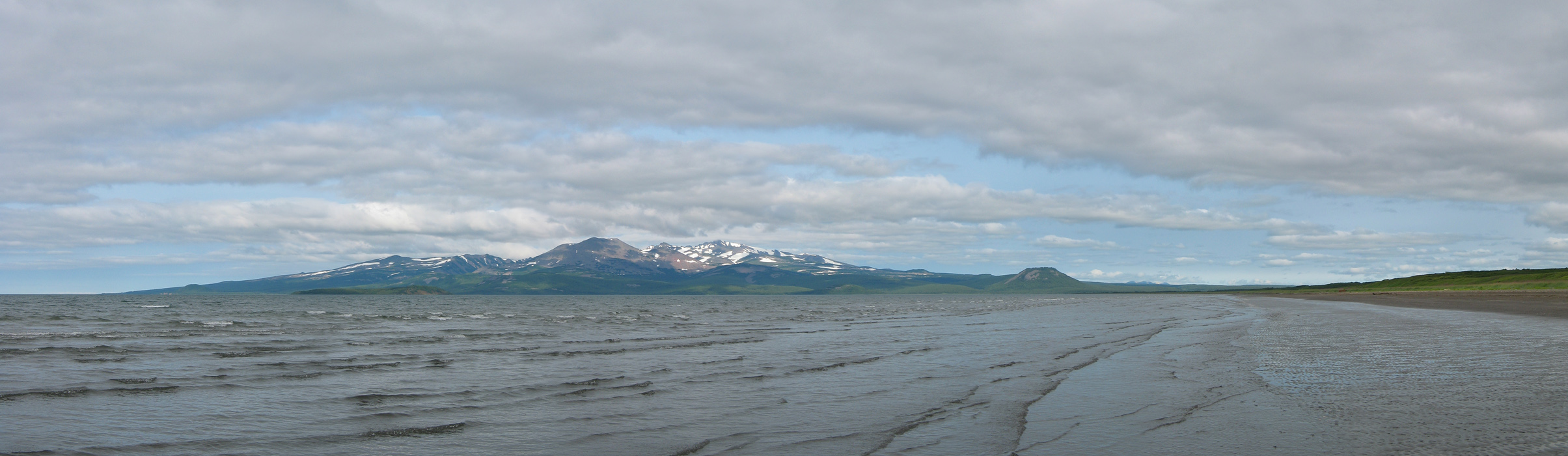
Панорама вулкана с Укинского увала.